# آروو سیرندی
آروو سیرندی (استونیایی: Arvo Sirendi؛ زادهٔ ۴ آوریل ۱۹۳۹) سیاستمدار و نماینده سابق مجلس اهل استونی است.